# George Coventry (8e comte de Coventry)
George William Coventry, 8e comte de Coventry (16 octobre 1784 - 15 mai 1843), titré vicomte Deerhurst de 1809 à 1831, est un pair britannique et député conservateur.

## Jeunesse
Coventry est le fils aîné de George Coventry (7e comte de Coventry), et de son épouse Peggy Pitches. Il est le frère de William Coventry et d'Augusta Coventry (épouse du général Willoughby Cotton (en)), Barbara Coventry (épouse du lieutenant-colonel Alexander Gregan-Crauford) et Sophia Coventry (épouse de Roger Gresley, 3e baronnet et William Des Voeux, 3e baronnet).
Il fait ses études à Christ Church, Oxford.
Il est élu à la Chambre des communes comme l'un des deux représentants de Worcester en 1816, siège qu'il occupe jusqu'en 1826. En 1831, il succède à son père dans le comté et entre à la Chambre des lords. En 1838, il est Lord Lieutenant du Worcestershire.

## Vie privée
Le 16 janvier 1808, Lord Coventry épouse Emma Susanna Lygon, fille de William Lygon (1er comte Beauchamp). À peu près au moment de son mariage, il a une liaison avec Sophia Dubochet, une jeune fille au début de l'adolescence avec qui il s'enfuit et qu'il garde comme maîtresse alors qu'elle est courtisée par Thomas Noel Hill (2e baron Berwick), qui l'épouse en 1812. Sa relation avec Coventry (alors vicomte Deerhurst) est enregistrée en détail par la sœur de Sophia, la célèbre courtisane Harriette Wilson (en). Avant sa mort en 1810, Emma et George sont les parents de :
- George William Coventry, vicomte Deerhurst (1808–1838), qui épouse Harriet Anne Cockerell, fille aînée de Charles Cockerell (1er baronnet), en 1836[1]

Le 6 novembre 1811, Coventry se marie en secondes noces avec Lady Mary Beauclerk, fille d'Aubrey Beauclerk (6e duc de Saint-Albans). Ensemble, ils sont les parents de :
- Henry Amelius Coventry (1815–1873), qui épouse Caroline Stirling Dundas, fille de James Dundas, 28e du château de Dundas et Mary Tufton Duncan (fille d'Adam Duncan, 1er vicomte Duncan)[1]
- Mary Augusta Coventry (1812–1889), épouse Henry Fox (4e baron Holland) en 1833.

Il meurt en mai 1843, à 58 ans. Son fils de son premier mariage étant décédé avant lui et il est remplacé dans ses titres par le fils du vicomte Deerhurst, son petit-fils, George. Lady Coventry est décédée le 11 septembre 1845, âgée de 54 ans.